# Cirsium vulgare

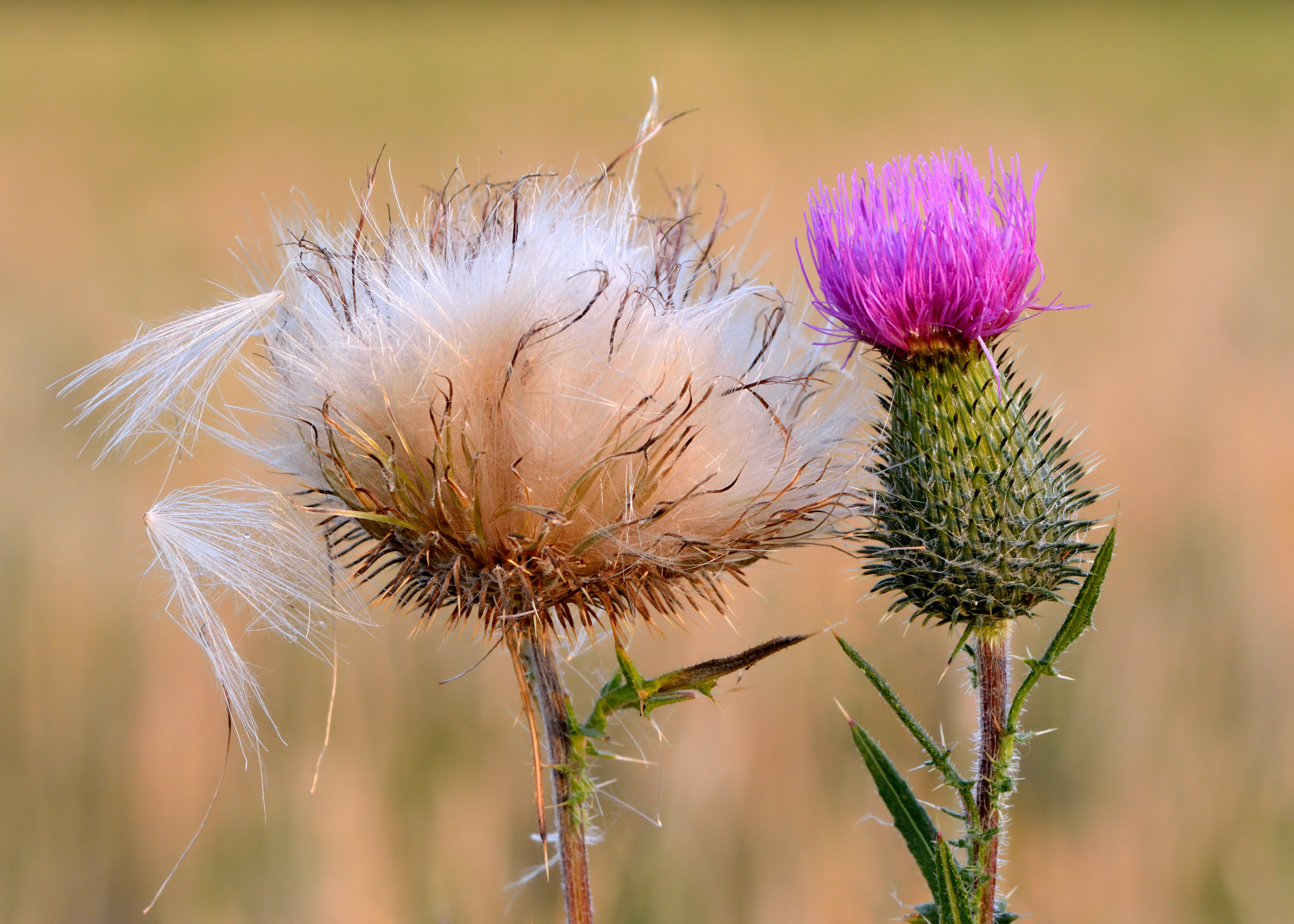

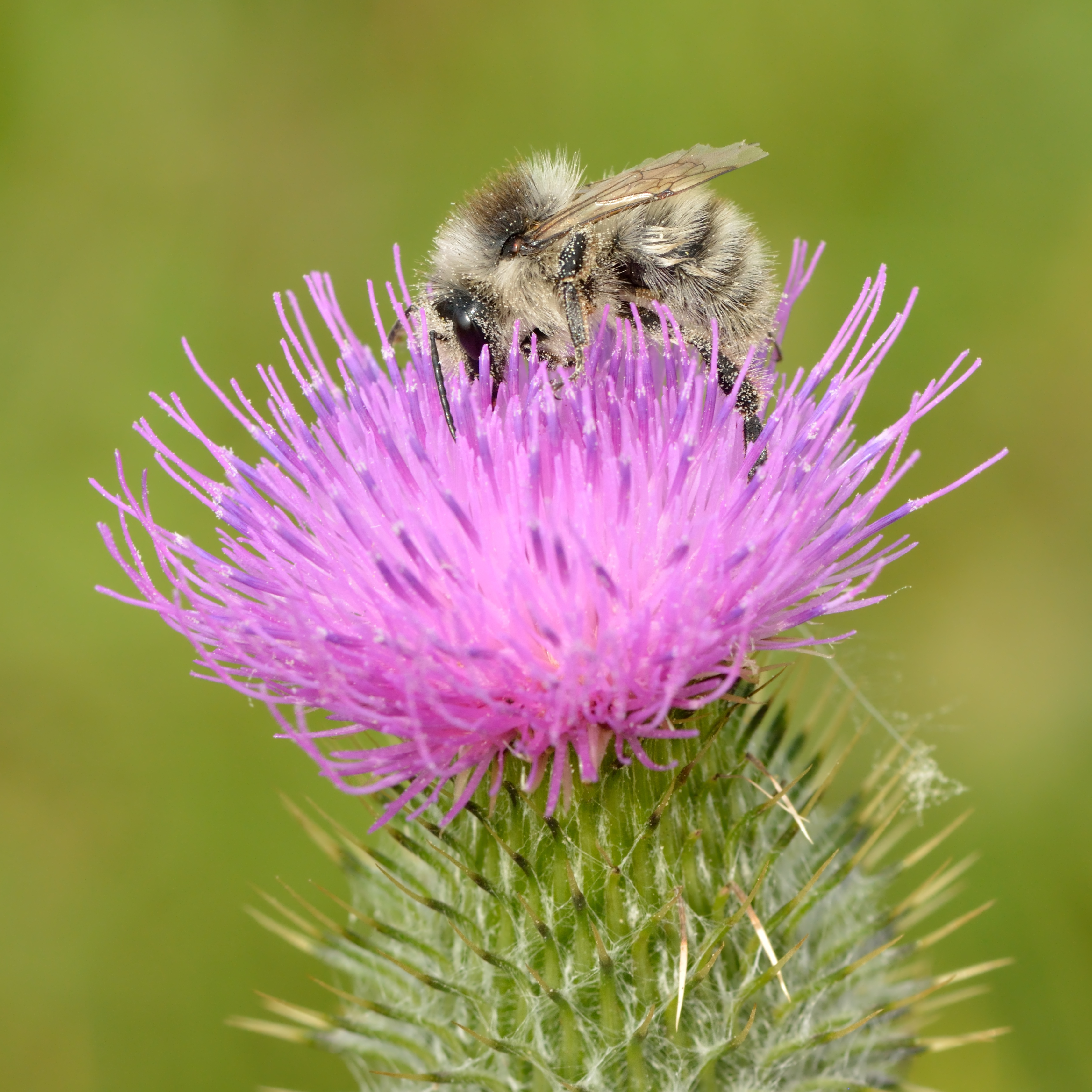

Cirsium vulgare é uma espécie de planta com flor pertencente à família Asteraceae. 
A autoridade científica da espécie é (Savi) Ten., tendo sido publicada em Flora Napolitana 5: 209. 1835–1836.
O seu nome comum é cardo-roxo.

## Portugal
Trata-se de uma espécie presente no território português, nomeadamente em Portugal Continental, no Arquipélago dos Açores e no Arquipélago da Madeira.
Em termos de naturalidade é nativa de Portugal Continental e introduzida nos Arquipélago dos Açores e da Madeira.

## Protecção
Não se encontra protegida por legislação portuguesa ou da Comunidade Europeia.